# Zendesk
Zendesk — американська компанія зі штаб-квартирою в Сан-Франциско, Північна Каліфорнія. Компанія розробляє програмне забезпечення як послугу, пов'язане з підтримкою клієнтів, продажами та іншими комунікаціями з клієнтами онлайн. Компанія була заснована в Копенгагені, Данія, у 2007 році. Zendesk залучила близько $86 млн венчурних інвестицій, перш ніж вийти на біржу у 2014 році.

## Історія

### Походження та фінансування
Zendesk була заснована в Копенгагені, Данія, у 2007 році трьома друзями: Мортеном Прімдалом, Олександром Агассіпуром і Міккелем Сван. Засновники почали розробляти програмне забезпечення Zendesk на лофті Свана. Спочатку Zendesk фінансувався співзасновниками, кожен з яких працював консультантами, щоб утримувати свою сім'ю. Протягом кількох місяців після випуску продукту Zendesk «ПЗ як послуга» восени 2007 року він мав близько 1000 пробних клієнтів. Спочатку інтерес до програмного забезпечення повільно поширювався через рекомендації та переважно серед інших стартапів. Поширення використання сервісу прискорилося у 2008 році через підвищений інтерес до реагування на скарги клієнтів у соціальних мережах та після того, як Twitter почав використовувати Zendesk.
Венчурні інвестори були готові інвестувати в Zendesk, лише якщо компанія переїхала б до Сполучених Штатів, де була більшість їхніх клієнтів. Тому у 2009 році Zendesk переїхав до Бостона, штат Массачусетс. Приблизно через пів року вони зробили другий переїзд, цього разу до Сан-Франциско, Каліфорнія. Компанія зібрала 500 000 доларів США початкового фінансування, за яким були раунд фінансування серії A і раунд серії B на суму 6 мільйонів доларів. Zendesk залучив 19 мільйонів доларів у рамках раунду фінансування серії C у грудні 2010 року, а потім 60 мільйонів доларів у раунді фінансування серії D у 2012 році. Завдяки цьому загальне фінансування венчурного капіталу досягло приблизно 86 мільйонів доларів США.

### 2010—2016 роки
У 2010 році багато клієнтів погрожували залишити Zendesk у відповідь на значне підвищення ціни після появи нових функцій. Zendesk вибачився, відмовився від підвищення цін та пообіцяв ніколи не змінювати ціни для вже існуючих клієнтів за функції, які вони вже мають. Того ж року Zendesk створив свою першу команду продажів. Zendesk переїхав до більшого офісу в районі Тендерлойн у Сан-Франциско у 2011 році. Місто та округ Сан-Франциско надали Zendesk шестирічний податковий стимул для переїзду в цей район в обмін на виконання громадських робіт.
Zendesk виріс на міжнародному рівні, і з часом були відкриті офіси в Ірландії, Данії та Австралії. У 2017 році Zendesk відкрив офіс у Сінгапурі. Станом на 2011 рік половина клієнтів Zendesk були за межами Сполучених Штатів. Хоча компанія ще не була прибутковою, дохід Zendesk з 2010 по 2012 рік зріс у п'ять разів. Доходи зросли з 38 мільйонів доларів у 2012 році до 72 мільйонів доларів у 2013 році. Zendesk представив свій перший маркетплейс додатків для сторонніх розробників ПЗ у 2012 році. До 2013 року в компанії було 450 співробітників.
У 2014 році Zendesk подала первинну публічну пропозицію і була оцінена в 1,7 мільярда доларів. IPO зібрало 100 мільйонів доларів. Того ж року Zendesk оголосила про своє перше придбання. Zendesk купила компанію з живого спілкування під назвою Zopim за 29,8 мільйонів доларів. Також Zendesk придбала французьку аналітичну компанію BIME за 45 мільйонів доларів. Компанія також придбала стартап Outbound.io, який розробив програмне забезпечення для керування прямим спілкуванням із клієнтами на сайтах соціальних мереж. Крім того, Zendesk придбав Base, який розробив програмне забезпечення для автоматизації продажів, яке конкурувало з Salesforce.com, за 50 мільйонів доларів.
Спочатку програмне забезпечення Zendesk було зосереджено на підтримці малого бізнесу, але з часом воно перейшло на допомогу більшим компаніям. Zendesk також перейшов від фокусування на вхідних запитів клієнтів до активного спілкування з клієнтами на основі коментарів, які вони зробили в Інтернеті. У 2016 році Zendesk змінив свій логотип та здійснив ребрендинг, щоб наголосити на активному контакті з клієнтами.

## Сервіси
Zendesk розробляє та продає програмне забезпечення для обслуговування клієнтів, продажів та іншої взаємодії з клієнтами. Zendesk генерує номер звернення для клієнтів, як напряму через форму запитів клієнта, так і з публікацій клієнтів у соціальних мережах. Потім номер звернення клієнта призначається агенту з обслуговування клієнтів.